# Olympiadach
Das Olympiadach (im Volksmund auch als Olympia-Zeltdach oder Olympia-Zeltdachkonstruktion bekannt) ist ein Bauwerk im Münchner Olympiapark, das die Olympia-Schwimmhalle, die Olympiahalle und Teile des Olympiastadions sowie die Zwischenwege der Sportstätten überspannt. Die 74.800 Quadratmeter große Dachlandschaft wurde für die Olympischen Spiele 1972 errichtet. Sie besteht aus Seilnetzen, die an bis zu 80 Meter hohen Pylonen aufgehängt und mit Acrylglas-Platten verkleidet sind. An der Realisierung der Konstruktion waren zahlreiche Architekten und Bauingenieure beteiligt, darunter Architekten des Büros Behnisch & Partner sowie Frei Otto, Fritz Leonhardt, Wolfhardt Andrä und Jörg Schlaich. Die Architektur fand internationale Anerkennung, wird zu den Wahrzeichen Münchens gezählt und steht unter Denkmalschutz.

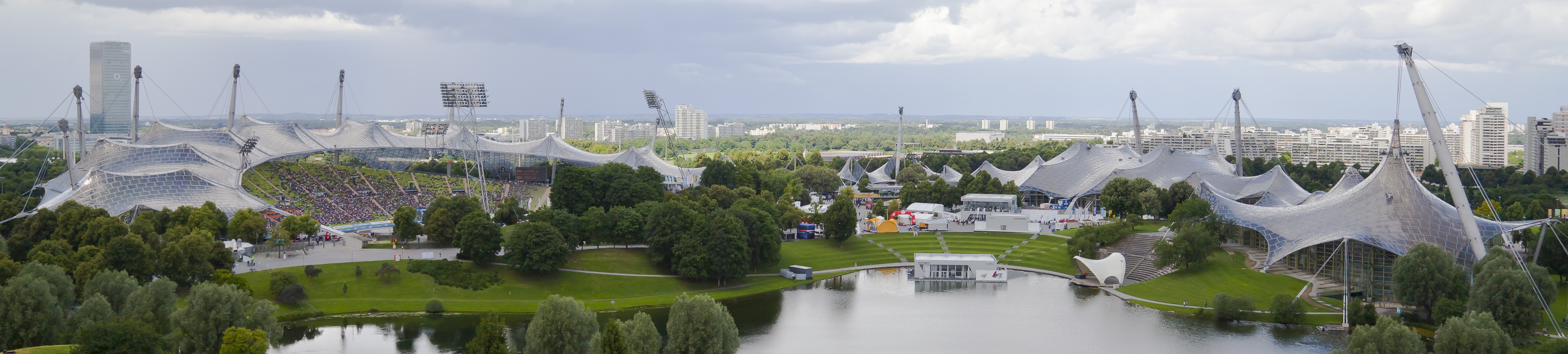
Das Olympiadach

## Lage
Das Olympiadach überdeckt im Olympiapark die Olympiahalle, die Olympia-Schwimmhalle und Teile des Stadions, die gemeinsam das Herzstück der Münchner Olympiaanlagen bilden, sowie die dazwischenliegenden Wege. Das Dach grenzt an seiner Südseite an den Coubertinplatz, den Mittelpunkt der Olympiaanlage. Auf der anderen Seite des Coubertinplatzes liegt der Olympiasee.

## Geschichte
Für die Gestaltung des Geländes der Olympischen Spiele wurde im Februar 1967 ein Architekten-Wettbewerb ausgeschrieben, zu dem bis zum Abgabetermin am 3. Juli 1967 insgesamt 104 Entwürfe eingereicht wurden. Eines dieser Modelle stammte vom Architekturbüro Behnisch & Partner. In ihrem Modell im Maßstab 1 : 1000 fügten Günter Behnisch und sein Angestellter Fritz Auer nach einer Idee des Mitarbeiters Cord Wehrse, der durch einen Zeitungsartikel auf Frei Ottos Zeltdachkonstruktion auf der Weltausstellung in Montreal aufmerksam geworden war, eine Zeltdachkonstruktion auf das Stadion, die Olympiahalle und die Schwimmhalle. Die Idee wurde mittels Holzstäben und Teilen eines Nylon-Damenstrumpfes in das Modell ergänzt. Schließlich wurde das Modell zum Abgabetermin eingereicht und am 13. Oktober 1967 wurde bekannt gegeben, dass Behnischs so ergänztes Modell gewonnen hat. Unter seiner Leitung wurde zur Bundesgartenschau 1969 in Dortmund ein Sonnensegel angefertigt, das als Prototyp einer freitragenden Dachkonstruktion diente. Es war Vorbild für das Olympiadach und steht heute noch im Westfalenpark.
Frei Otto wurde von Behnisch für den Bau des Olympiastadions als Partnerarchitekt hinzugeholt. Neben Behnisch und Otto wurde zudem zur Verwirklichung der Dachkonstruktion unter anderem mit Fritz Leonhardt und Wolfhardt Andrä ein Architekturteam gebildet. Die Planungsleitung der Konstruktion übernahm Fritz Auer. Unter der Leitung des Bauingenieurs Jörg Schlaich wurde das Dach über dem Stadion am 21. April 1972 fertiggestellt.
Kostenkalkulationen waren schwer möglich, da Otto zuvor lediglich eine vergleichbare, aber wesentlich kleinere Zeltdachkonstruktion verwirklicht hatte. Die Olympia-Baugesellschaft rechnete ursprünglich für das gesamte Olympiadach mit einem Kostenbetrag zwischen 40 und 45 Millionen Deutsche Mark beziehungsweise bei einer alternativen Teilrealisierung mit Kosten zwischen 30 und 35 Millionen Mark. Behnisch ging bei einem punktgestützten Hängedach und bei einer Teilrealisierung von Kosten zwischen 15 und 18 Millionen Mark aus. Für eine Verwirklichung mit Ostdach rechnete er mit Ausgaben zwischen 18 und 19 Millionen Mark. Letztlich vervielfachten sich die Kosten auf 170,6 Millionen Mark, wobei das Ostdach nicht gebaut wurde.
In den 1990er Jahren gab es Diskussionen über eine Modernisierung des Olympiastadions, die auch auf das Olympiadach Auswirkungen gehabt hätte. So wurde überlegt, das Zeltdach in München abzubauen und über dem Berliner Olympiastadion wiederzuerrichten. Bis zum Jahr 2002 wurde das Zeltdach saniert, weil die originalen Dachplatten aus Acrylglas von 1972 eine milchige Farbe angenommen hatten. Die Verfärbung war von der Oxidation der Eisenbestandteile im Acrylglas verursacht worden, die wegen des Brandschutzes zugesetzt worden waren. Sie wurden durch eine neue Kunststoff-Glas-Mischung ohne Eisenbestandteile ersetzt.

## Architektur

### Allgemein
Das Olympiadach ist eine punktgestützte beziehungsweise vorgespannte Seilnetzkonstruktion. Sie wurde ursprünglich aus einem eindimensionalen Element aus Seilen und Klemmen zu einem zweidimensionalen Tragwerk zusammengesetzt. Das Seilnetz besteht aus Knoten, die jeweils 75 Zentimeter voneinander entfernt sind. Sie wurden am Boden geflochten und anschließend hochgezogen. Das Zeltdach überspannt die Haupttribüne des Olympiastadions, die Olympiahalle, die Olympia-Schwimmhalle sowie die dazwischenliegenden Wege im Olympiapark. Die Konstruktion ist insgesamt 74.800 Quadratmeter groß und wird durch 58 Stahlmasten und Träger gestützt, die aus zwölf großen, konisch geformten Pylonen bestehen, die bis zu 80 Meter hoch sind. Insgesamt 137.000 Knotenpunkte halten die 3 × 3 Meter großen blaugrau eingefärbten Acrylglas-Platten.

### Stadion
Zum größten Teil überspannt das Olympiadach die Haupttribüne auf der Westseite des Stadions. Über der Arena liegen etwa 34.550 Quadratmeter des Dachs, also knapp die Hälfte der gesamten Konstruktion. Hierzu wurden zwei jeweils 70 Meter hohe und sechs etwas kleinere Masten errichtet, die die wegen der großen Fläche notwendigen Luftstützen tragen. Für die Tiefpunkte hinter der Tribüne konnten herkömmliche Anker verwendet werden. Da jedoch Stützen im Tribünenbereich vermieden werden sollten und eine Verankerung auf der Vorderseite der Tribüne im Bereich des Spielfelds ausschied, wurde ein 440 Meter langes Rundseil gespannt, das von der Nordseite des Stadions über die Haupttribüne zur Südseite verläuft und das Dach hält. Zur Verankerung an den Endpunkten des Rundseils dienen 4000 Tonnen schwere Betonquader, die teilweise bis zu 30 Meter tief im Boden eingelassen sind. Auf jenem Rundseil sind zwei der vier Flutlichtbatterien befestigt. Darüber hinaus gibt es zur Beleuchtung des Stadions sechs kleinere Lichtquellen.

### Halle
Das Zeltdach erstreckt sich über 21.750 Quadratmeter der Olympiahalle. Das Dach hat dort ein Haupttragwerk, das von vier Bindern an den Knotenpunkten unterstützt wird. Die beiden inneren Binder beginnen an jeweils einem außerhalb der Halle stehenden 70 Meter hohen abgespannten Mast mit einem Knotenpunkt. Zusätzlich hat die Halle zwei äußere Hauptbinder. An ihnen ist im Halleninneren eine Beleuchterbühne angehängt. Zwei Nebenbinder zwischen den Seiten- und Außenfeldern enthalten je zwei Stützen und einen in der Halle verankerten Tiefpunkt.

### Schwimmhalle
Mit 11.750 Quadratmeter Dachoberfläche ist die Schwimmhalle die kleinste der vom Olympiadach überdachten Sportstätten. Die Dachfläche ist frei geformt. Die Höhe des Dachs wurde unter anderem durch den zehn Meter hohen Sprungturm in der Halle bestimmt. Das 9400 Quadratmeter große Hauptnetz des Daches ist mit einem 2500 Quadratmeter großen Netz gekoppelt. Unter dem Hauptnetz ist ein Ringseil angebracht, auf das die Kräfte des Dachs einwirken. Durch Radialseile werden sie nach unten abgespannt.

### Zwischenwege
Stadion – Halle
Zwischen der Sporthalle und dem Stadion befinden sich 5.800 Quadratmeter des Olympiadachs. Es besteht aus drei Netzen, die mit dem Stadion- und Hallendachabschnitten verbunden sind. Das Dach überspannt zudem Teile einer Fußgängerbrücke, die über dem Mittleren Ring nördlich der beiden Sportstätten verläuft.
Halle – Schwimmhalle
Mit 800 Quadratmetern ist der Zeltdachabschnitt zwischen der Sport- und der Schwimmhalle der kleinste Abschnitt und besteht aus einem einzigen Seilnetz. Die Fläche ist frei geformt.

### Beispielbilder

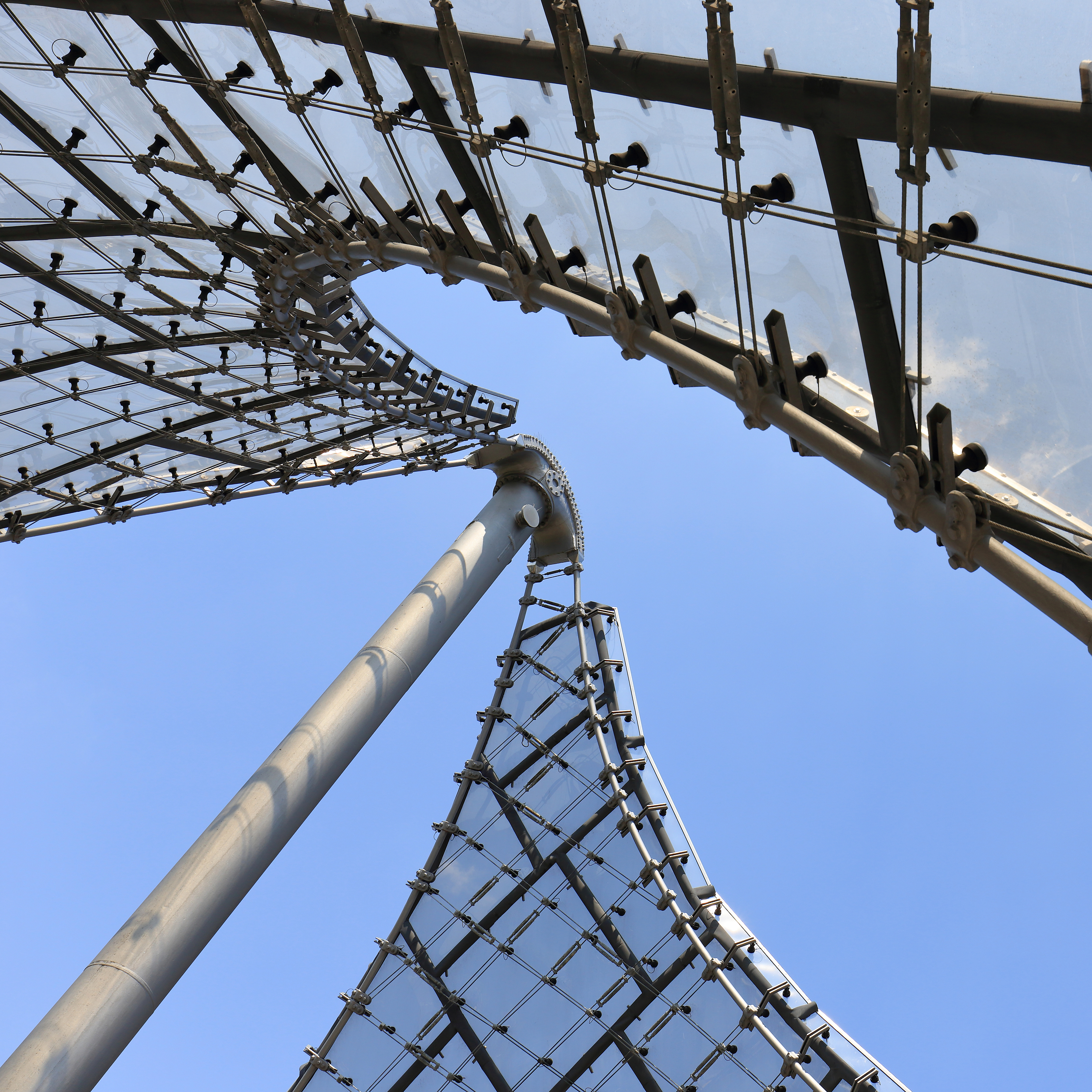
Konstruktionsdetails
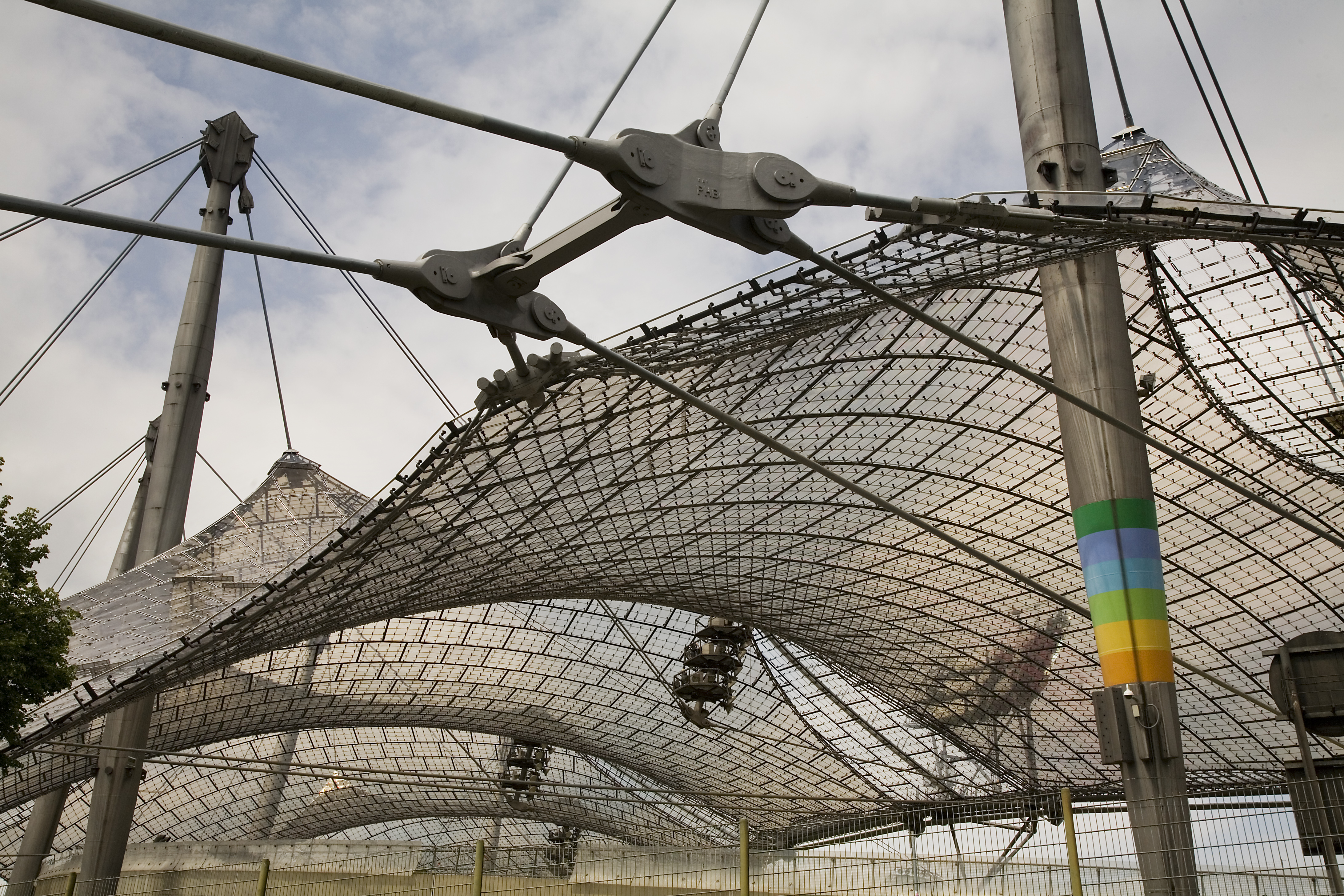
Konstruktionsdetails
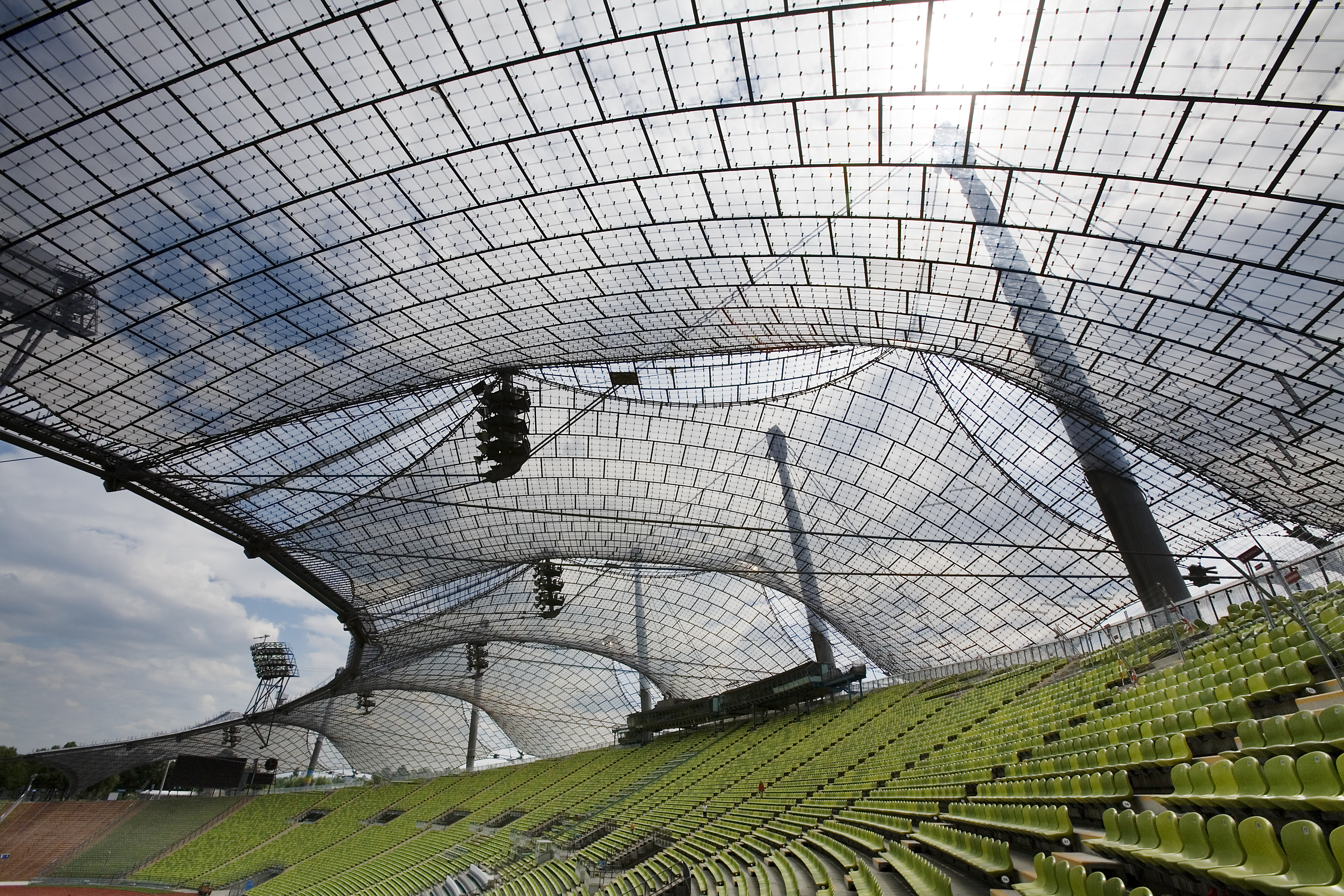
Dachstrukturen
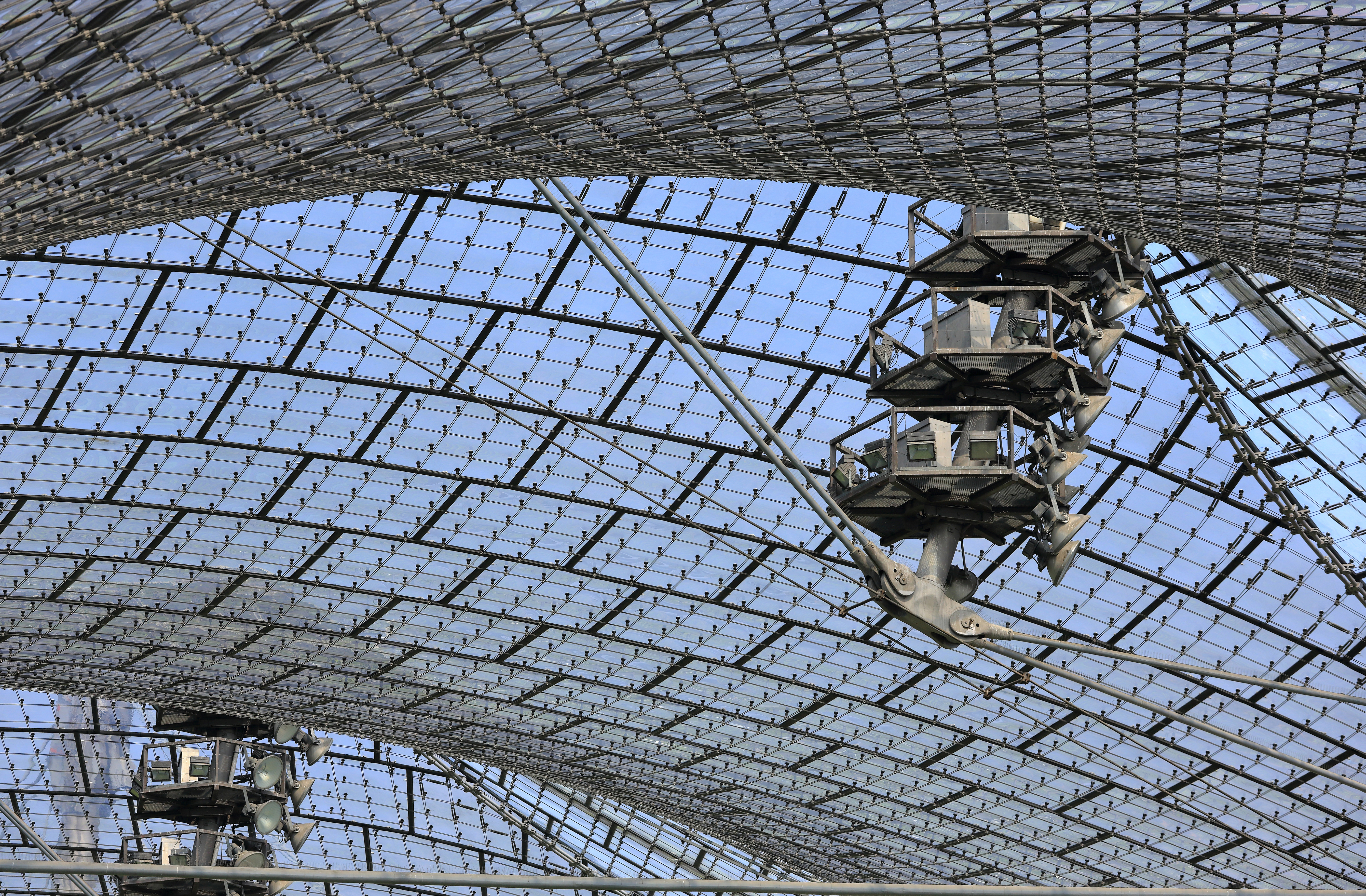
Dachstrukturen
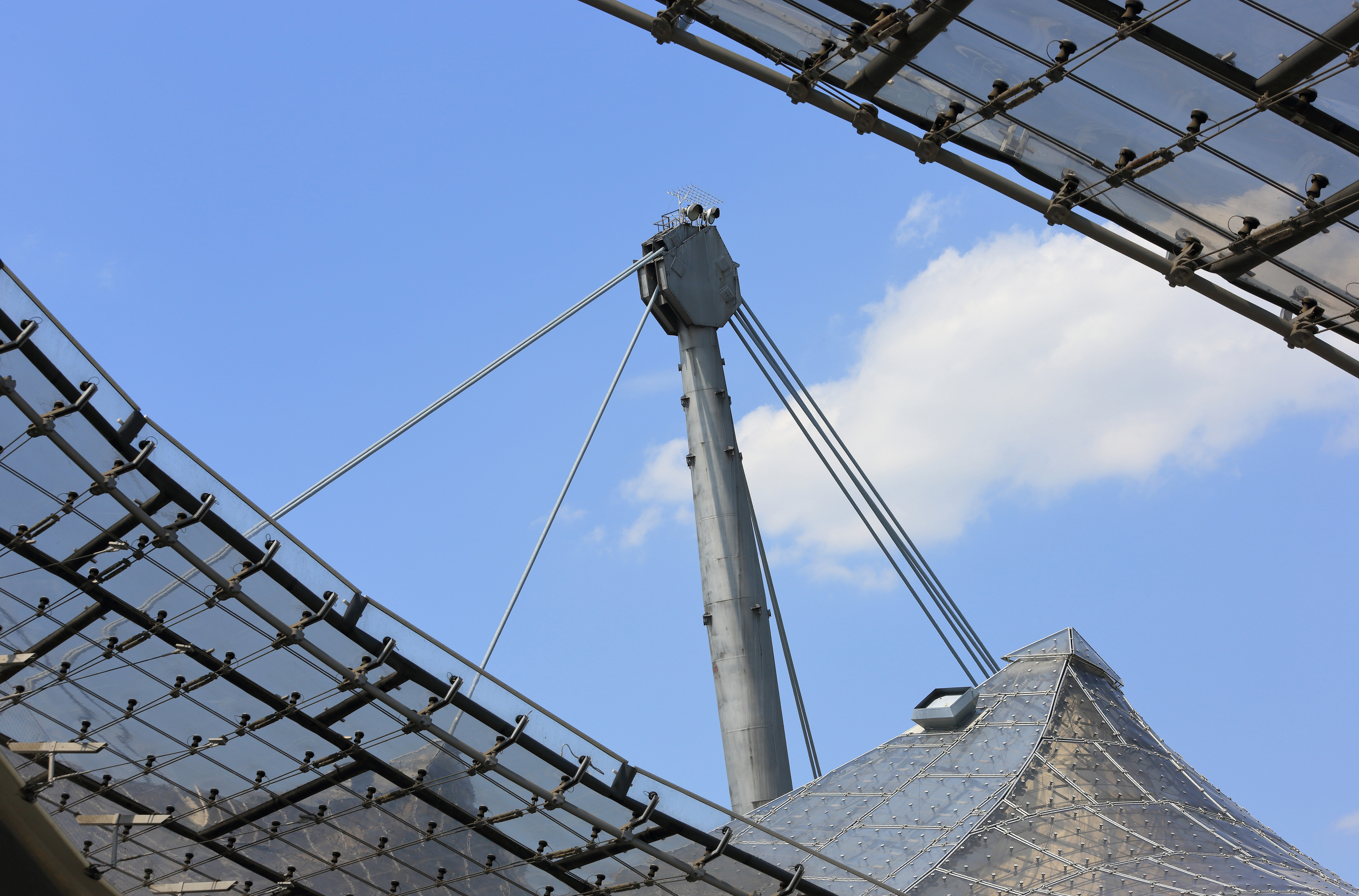
Dach der Olympiahalle – Detail

## Rezeption
Das durchsichtige, scheinbar schwebende Dach sollte für „Transparenz und Leichtigkeit“ sorgen und war damit wesentlicher Bestandteil des Konzepts „heitere Spiele“. Darüber hinaus sollte das Zeltdach, das verschiedene Sportstätten miteinander verbindet, ein Sinnbild für das Motto der Spiele der „kurzen Wege“ sein. Heute ist es ein Wahrzeichen Münchens und steht als Teil des Olympiapark-Ensembles unter Denkmalschutz.
Während der Olympischen Spiele 1972 lobte David Binder, Redakteur der New York Times, das Dach als „das auffallende strukturelle Symbol der Spiele“ das durch „anmutigende Vertiefungen und kühne Kurven die aufregendsten Perspektiven des Olympiaparks“ bietet. Ferner schwärmte er, dass am Eröffnungstag „das Dach im hellen Sonnenschein wie Fischschuppen glitzerte“. Alfred Dürr, Autor der Süddeutschen Zeitung, äußerte 2013, dass durch das Olympiadach das Münchner Olympiagelände „[d]as schönste und attraktivste der Welt“ sei, und sagte weiter, dass „[a]uch Jahrzehnte nach den Spielen […] der Begriff von der Jahrhundertarchitektur keine Übertreibung“ sei. Er meinte, dass die Architektur des Geländes „mit zum Besten“ gehört, „was Architekten je geschaffen haben“.
Frei Otto wurde 2015, kurz nach seinem Tod, mit dem Pritzker-Preis, der höchsten Ehrung für einen Architekten, ausgezeichnet. Die Jury begründete, dass Otto ein Architekt war, der unter anderem der „Erschaffer von denkwürdigen Gebäuden und Räumen“ sei. Der US-amerikanische Architekt Michael Meredith fügte hinzu, dass Otto „Strukturen an seinen Grundlehren“ überdachte. Ottos Arbeit hatte auf „eine jüngere Generation von Architekten unglaublichen Einfluss, die sich interessierten, Naturprinzipien statt idealisierte geometrische Formen zu erkunden“.
Das Zeltdach, das häufig als Teil des Stadions angesehen wird, gilt als dessen auffälligstes Merkmal und galt bei seiner Errichtung als eine „statische und optische Sensation“. Auch vier Jahrzehnte später meinten Journalisten, dass die Konstruktion „sehr modern und ihrer Zeit weit voraus“ wirke. Von Beginn an traten jedoch auch die Nachteile der offenen Bauweise und der nur teilweisen Überdachung der Zuschauerränge zutage, die bei Fußballspielen ein Aufkeimen von Stimmung erschwerte und bei der zahlreiche Zuschauer dem Wetter schutzlos ausgesetzt waren. Dies waren zwei der Gründe, weshalb der FC Bayern und der TSV 1860 aus dem Olympiastadion auszogen, die Allianz Arena bauten und dort einzogen.
Das Olympiadach galt bereits zur Bauzeit als wegweisende Architektur, da es das Problem einer Überdachung großer Areale mit leichten Flächentragwerken löste. So befassten sich bereits zur Bauzeit des Dachs nordische Hafenstädte mit der Frage, wie man ihre Häfen im Winter betriebsfähig halten konnte. In weiteren Ländern diente die Konstruktion als Vorbild für Überdachungen weitläufiger Kulturparks, Vergnügungs- und Erholungsstätten. Ferner diente das Bauwerk anderen Architekten als Inspiration für ihre Bauten: So soll das Dach des König-Fahd-Stadions in Riad dem Olympiadach nachempfunden sein. Zudem wurde im Jahr 2015 ein Entwurf für ein neues Hauptquartier des Unternehmens Google in Mountain View vorgestellt. Der von den Architekten Bjarke Ingels und Thomas Heatherwick entworfene Bau soll dabei über ein Zeltdach verfügen, das sich gemäß Urs Humpenöder, Autor der Frankfurter Allgemeinen Zeitung, womöglich vom Olympiadach inspirieren ließ.